# Luigi Candido Rosati
Luigi Candido Rosati (Romeno, 21 agosto 1914 – Cles, 29 giugno 2012) è stato un politico italiano.

## Biografia
Esponente della Democrazia Cristiana, alle elezioni politiche del 1958 è candidato al Senato, senza risultare eletto, ma diventa poi senatore della III legislatura nel giugno del 1962 dopo la morte di Lorenzo Spallino. Anche alle successive elezioni dell'aprile 1963 non risulta eletto, ma poi entra in carica nel luglio dello stesso anno dopo la morte del collega Angelo Giacomo Mott, rimanendo a Palazzo Madama fino al 1968.
Torna poi nuovamente al Senato dopo le elezioni politiche del 1972, rimanendo in carica fino al 1976; in tale periodo è anche parlamentare europeo. 
Tra gli incarichi locali che ha ricoperto vi furono quelli di Segretario della Federazione O.N.M.I. di Bolzano, di Presidente della Federazione scuole materne della Provincia di Bolzano, di Presidente dell'Università popolare di Bolzano e di Presidente della locale Opera pia "Rainerum". Ha ricoperto anche il ruolo di Vicepresidente della Cassa di Risparmio di Bolzano.
È stato inoltre Presidente internazionale della Fédération internationale libre des déportés et internés de la Résistance (Fildir), Vicepresidente nazionale degli Ex internati militari in Germania e Presidente onorario e fondatore della Federazione provinciale coltivatori diretti di Bolzano. 
È morto all'età di 97 anni, nel giugno 2012.